# Денеб
Дене́б (α Cyg / α Cygni / Альфа Лебедя) — найяскравіша зоря в сузір'ї Лебедя та одна з найяскравіших зір на нічному небі, з зоряною величиною +1,25m. Разом із Вегою та Альтаїром Денеб утворює астеризм «Літній трикутник», який добре видно у північній півкулі літніми й осінніми ночами.
Раніше Денеб мав назви англійською (наприклад Аридед, Аридиф'), але вони вже давно вийшли з ужитку.

## Відстань і фізичні характеристики
Абсолютна зоряна величина Денеба оцінюється у −8,4m, що дозволяє вважати його однією з найяскравіших відомих зір, з очікуваною світністю бл. 200 000 світностей Сонця.
Точна відстань до Денеба досі залишається причиною суперечок[джерело?]. На різних інтернет-ресурсах можна знайти значення від 1600 до 3200 св. років[джерело?]. На такій великій відстані дуже ускладнено точне її визначення , тому що паралакс мізерно малий. Похибка ж у визначенні відстані зумовлює невизначеність в обчисленні інших параметрів зорі. Більшість зір, що перебувають на такій відстані від Землі, не видно неозброєним оком, і вони можуть бути ідентифіковані лише за каталогами, за умови, що вони взагалі відомі.
Оцінка світності Денеба коливається від 60 000 (якщо відстань до Денеба — 1600 світлового років) до 250 000 світності Сонця (за відстані в 3200 світлових років). Якби Денеб був точковим джерелом світла відстані Сонця, то він був би набагато яскравішим, ніж більшість промислових лазерів. За один день він випромінює більше світла, ніж Сонце за 140 років. Якби він був на відстані Сіріуса, то був би яскравішим повного Місяця.
Виходячи з вимірів температури, світності й кутового діаметра (близько 0,002"), можна зробити висновок, що діаметр Денеба більший за діаметр Сонця в 200–300 разів. Якщо розмістити його в центрі сонячної системи, то він простягатиметься аж до орбіти Землі. Денеб — одна із найбільших і найпотужніших відомих зір класу А.
Температура на поверхні Денеба, зорі спектрального класу A2Ia, сягає 8400 К. На її поверхні відбуваються дрібні пульсації, які зумовлюють невеликі зміни світності та спектрального класу. Зоря є прототипом змінних типу α Лебедя. Масу Денеба вважають рівною 20-25 сонячним.
Оскільки Денеб є надгігантом, через його високу температуру й масу можна припустити, що тривалість його існування невелика, і десь за два мільйони років він спалахне як наднова. У його ядрі вже завершилися термоядерні реакції за участю водню, він почав перетворюватися з блакитного надгіганта на червоного. Із поверхні Денеба відбувається потужне витікання речовини. Щорічно він втрачає до 0,8 мільйонних частки сонячної маси у вигляді зоряного вітру. Це в сто тисяч разів більше аналогічного показника Сонця.

## Назва
Назва «Денеб» походить від арабського dheneb («хвіст»), з фрази ذنبالدجاجة dhanab ad-dajājah, або «хвіст курки». Схожі назви отримали принаймні сім зір, зокрема, Денеб Кайтос — найяскравіша зоря в сузір'ї Кита, або Денебола — друга за яскравістю в сузір'ї Лева.

## Міфологія
У китайській любовній історії Qi Xi Денеб символізує міст через Чумацький Шлях, що дозволяє закоханим Niu Lang (Альтаїр) і Zhi Nu" (Вега) зустрічатися раз на рік, однієї ночі, яка припадає на кінець літа. За іншою версією історії, Денеб — фея, що виступає в ролі дуеньї під час зустрічі закоханих на цьому мосту.

## Денеб у фантастиці
- У телесеріалі «Зоряний шлях: Оригінальний серіал» (Star Trek: The Original Series), в епізоді «Where No Man Has Gone Before» Капітан Кірк (James T. Kirk) і Гері Мітчел згадують у розмові про ночі, проведені Мітчелом на Денебі IV. Медичні записи Мітчела містять згадку про те, що мешканці Денеба IV — телепати.
- Денеб IV також згадується в епізоді «Зоряний шлях: Наступне покоління» «Encounter at Farpoint».
- Денеб — ім'я відьми із Зенобії в серії відео-ігор «Битва огрів» (Ogre Battle).
- Денеб — місце перебування Джеффа Рейвена в серії книг «Світ талантів» (The Talents universe) письменниці Енн Маккефрі (Anne McCaffrey).
- У повісті братів Стругацьких «Пікнік на узбіччі» прибульці з Денеба залишили на землі «зони відвідування».